# Saison 2014 de l'équipe cycliste Orica-GreenEDGE
La saison 2014 de l'équipe cycliste Orica-GreenEDGE est la troisième de cette équipe.

## Préparation de la saison 2014

### Sponsors et financement de l'équipe
Le sponsor principal et éponyme de l'équipe est l'entreprise Orica, fabricant d'explosifs et de produits chimiques pour l'industrie minière, qui s'est engagé pour trois ans en mai 2012. Les autres sponsors sont Scott, fournisseur de cycles, SMS Santini, Subaru et Jayco. Toutes ces marques apparaissent sur le maillot de l'équipe. Le budget de l'équipe pour l'année 2014 est de 12,5 millions d'euros.

### Arrivées et départs
| Arrivées         | Équipe 2013                  |
| ---------------- | ---------------------------- |
| Esteban Chaves   | Colombia                     |
| Mathew Hayman    | Sky                          |
| Damien Howson    | Jayco-AIS World Tour Academy |
| Ivan Santaromita | BMC Racing                   |
| Adam Yates       | CC Étupes                    |
| Simon Yates      | 100% Me                      |

| Départs              | Équipe 2014         |
| -------------------- | ------------------- |
| Fumiyuki Beppu       | Trek Factory Racing |
| Baden Cooke          | Retraite            |
| Allan Davis          | Retraite            |
| Sebastian Langeveld  | Garmin-Sharp        |
| Travis Meyer         | Drapac              |
| Stuart O'Grady       | Retraite            |
| Wesley Sulzberger    | Drapac              |
| Daniel Teklehaimanot | MTN-Qhubeka         |
| Tomas Vaitkus        | Retraite            |

## Coureurs et encadrement technique

### Effectif

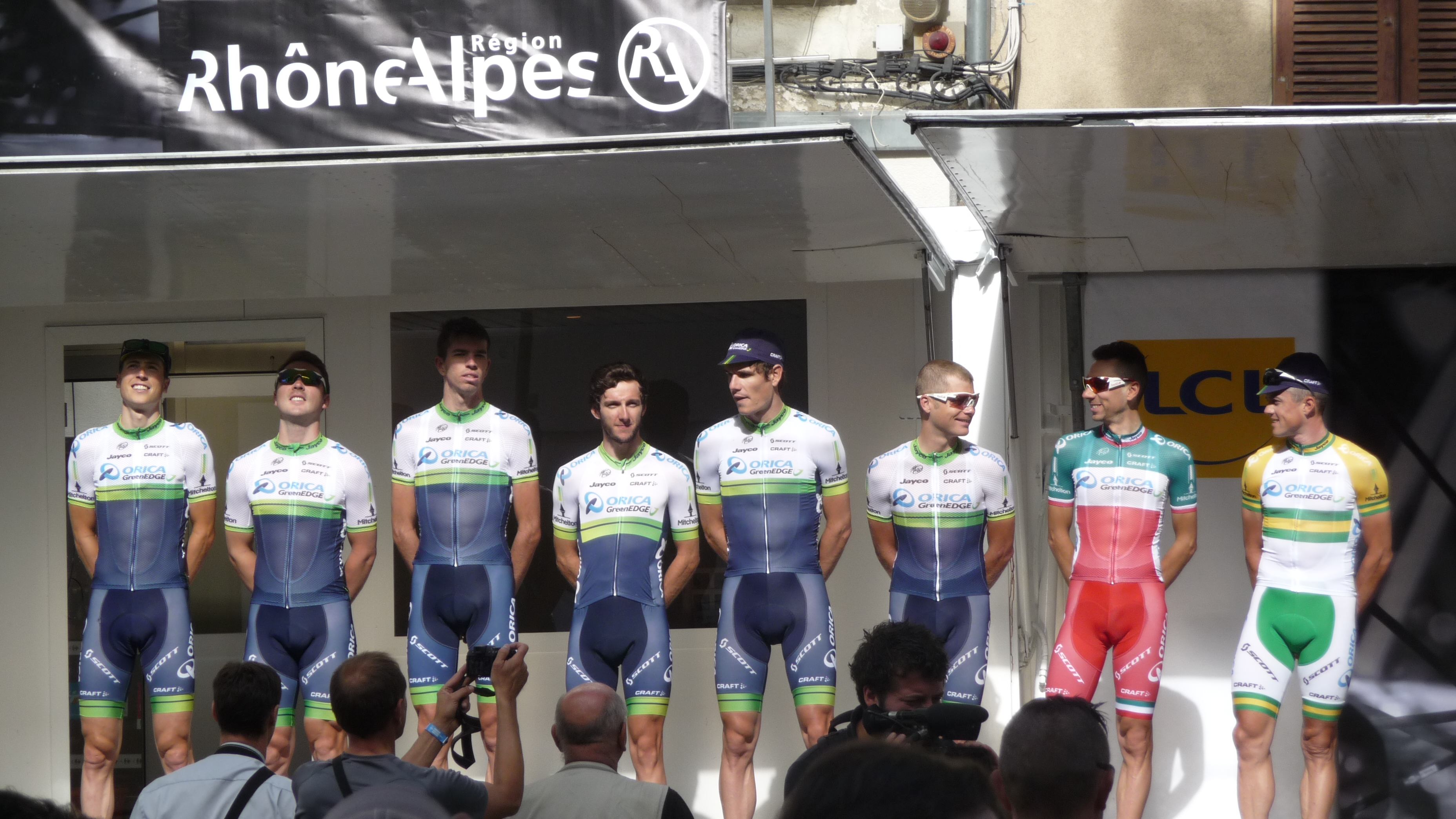
L'équipe lors du Critérium du Dauphiné 2014.

| Cycliste            | Date de naissance | Nationalité      | Équipe 2013                  |
| ------------------- | ----------------- | ---------------- | ---------------------------- |
| Michael Albasini    | 20 décembre 1980  | Suisse           | Orica-GreenEDGE              |
| Sam Bewley          | 22 juillet 1987   | Nouvelle-Zélande | Orica-GreenEDGE              |
| Esteban Chaves      | 17 janvier 1990   | Colombie         | Colombia                     |
| Simon Clarke        | 18 juillet 1986   | Australie        | Orica-GreenEDGE              |
| Mitchell Docker     | 2 octobre 1986    | Australie        | Orica-GreenEDGE              |
| Luke Durbridge      | 9 avril 1991      | Australie        | Orica-GreenEDGE              |
| Simon Gerrans       | 16 mai 1980       | Australie        | Orica-GreenEDGE              |
| Matthew Goss        | 5 novembre 1986   | Australie        | Orica-GreenEDGE              |
| Mathew Hayman       | 20 avril 1978     | Australie        | Sky                          |
| Michael Hepburn     | 17 août 1991      | Australie        | Orica-GreenEDGE              |
| Leigh Howard        | 18 octobre 1989   | Australie        | Orica-GreenEDGE              |
| Damien Howson       | 13 août 1992      | Australie        | Jayco-AIS World Tour Academy |
| Daryl Impey         | 6 décembre 1984   | Afrique du Sud   | Orica-GreenEDGE              |
| Jens Keukeleire     | 23 novembre 1988  | Belgique         | Orica-GreenEDGE              |
| Aidis Kruopis       | 26 octobre 1986   | Lituanie         | Orica-GreenEDGE              |
| Brett Lancaster     | 15 novembre 1979  | Australie        | Orica-GreenEDGE              |
| Michael Matthews    | 26 septembre 1990 | Australie        | Orica-GreenEDGE              |
| Christian Meier     | 21 février 1985   | Canada           | Orica-GreenEDGE              |
| Cameron Meyer       | 11 janvier 1988   | Australie        | Orica-GreenEDGE              |
| Jens Mouris         | 12 mars 1980      | Pays-Bas         | Orica-GreenEDGE              |
| Ivan Santaromita    | 30 avril 1984     | Italie           | BMC Racing                   |
| Nino Schurter       | 13 mai 1986       | Suisse           | Scott-Swisspower MTB Racing  |
| Svein Tuft          | 9 mai 1977        | Canada           | Orica-GreenEDGE              |
| Pieter Weening      | 5 avril 1981      | Pays-Bas         | Orica-GreenEDGE              |
| Adam Yates          | 7 août 1992       | Royaume-Uni      | CC Étupes                    |
| Simon Yates         | 7 août 1992       | Royaume-Uni      | 100 % Me                     |
| Stagiaire           | Date de naissance | Nationalité      | Équipe 2014                  |
| Caleb Ewan          | 11 juillet 1994   | Australie        | Jayco-AIS World Tour Academy |
| Magnus Cort Nielsen | 16 janvier 1993   | Danemark         | Cult Energy Vital Water      |

Portraits
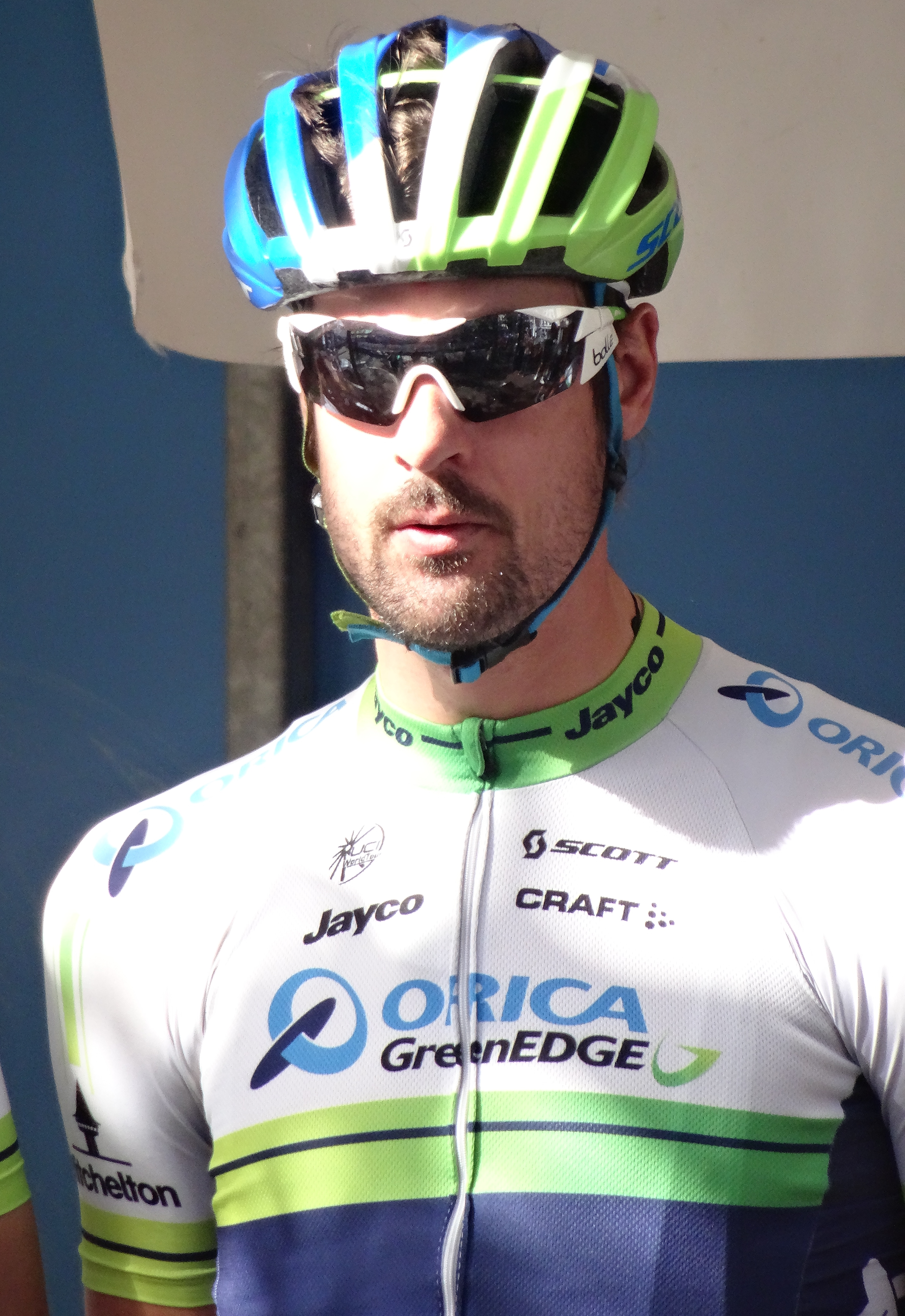
Sam Bewley.
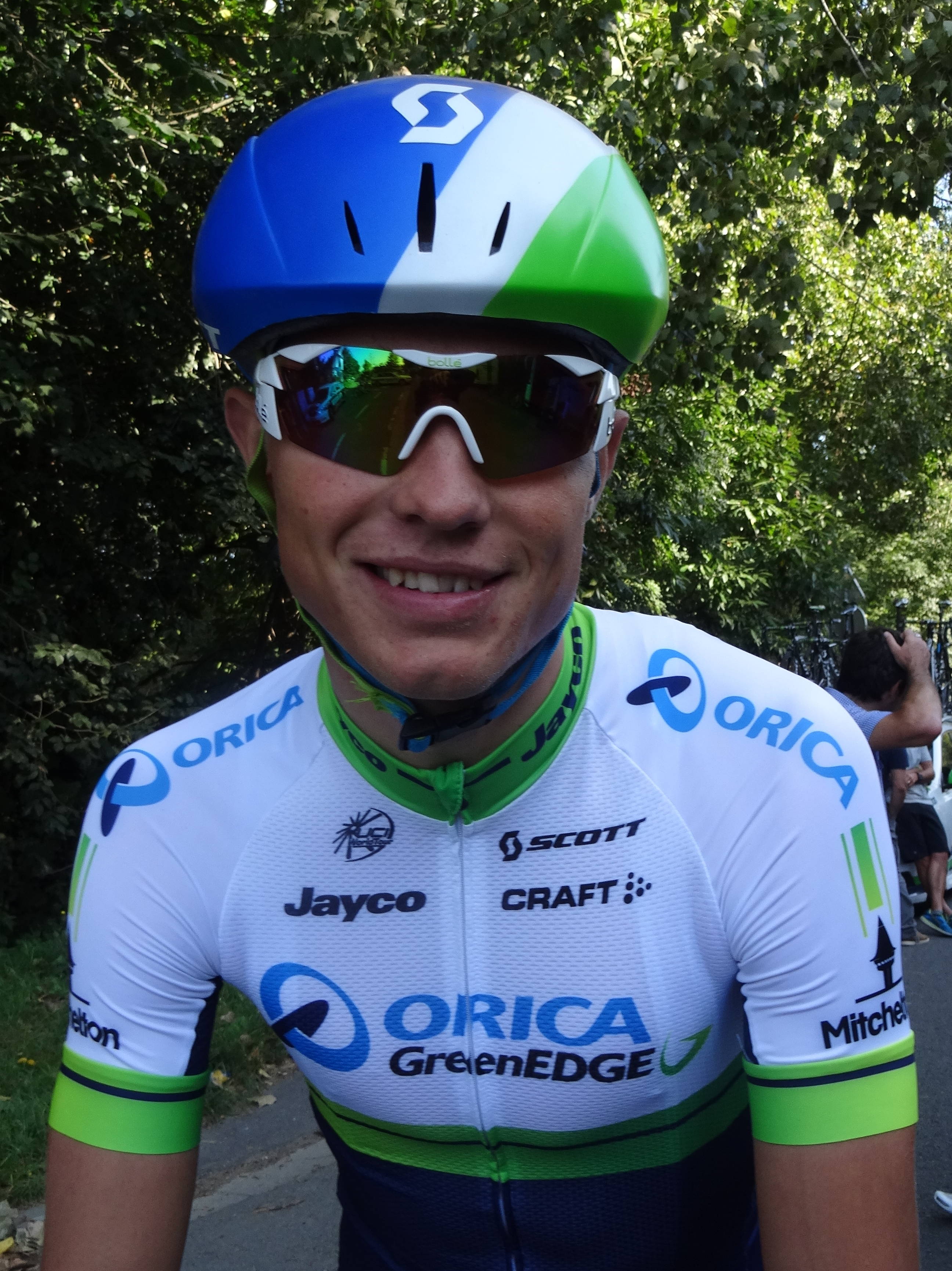
Magnus Cort Nielsen.
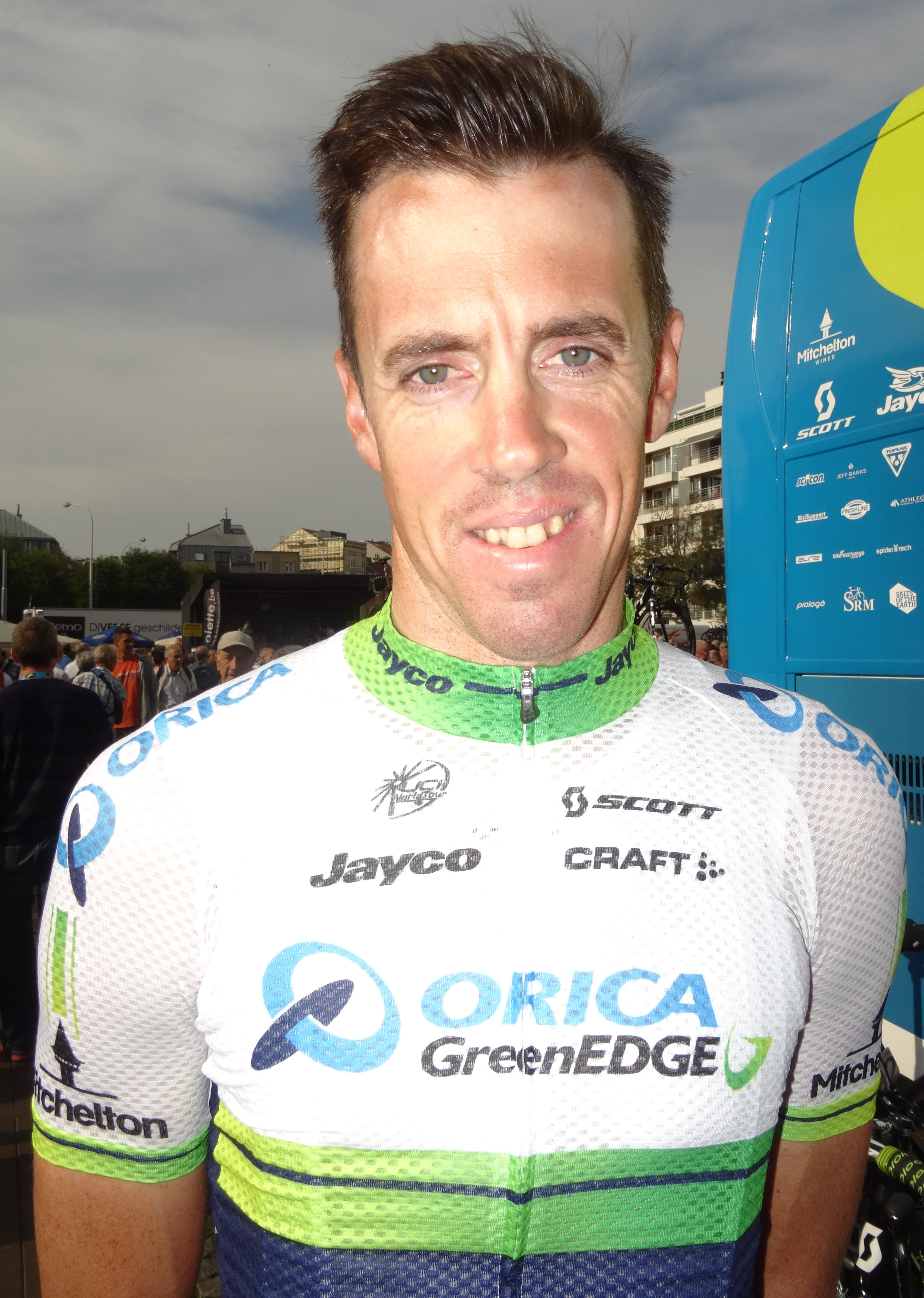
Mathew Hayman.
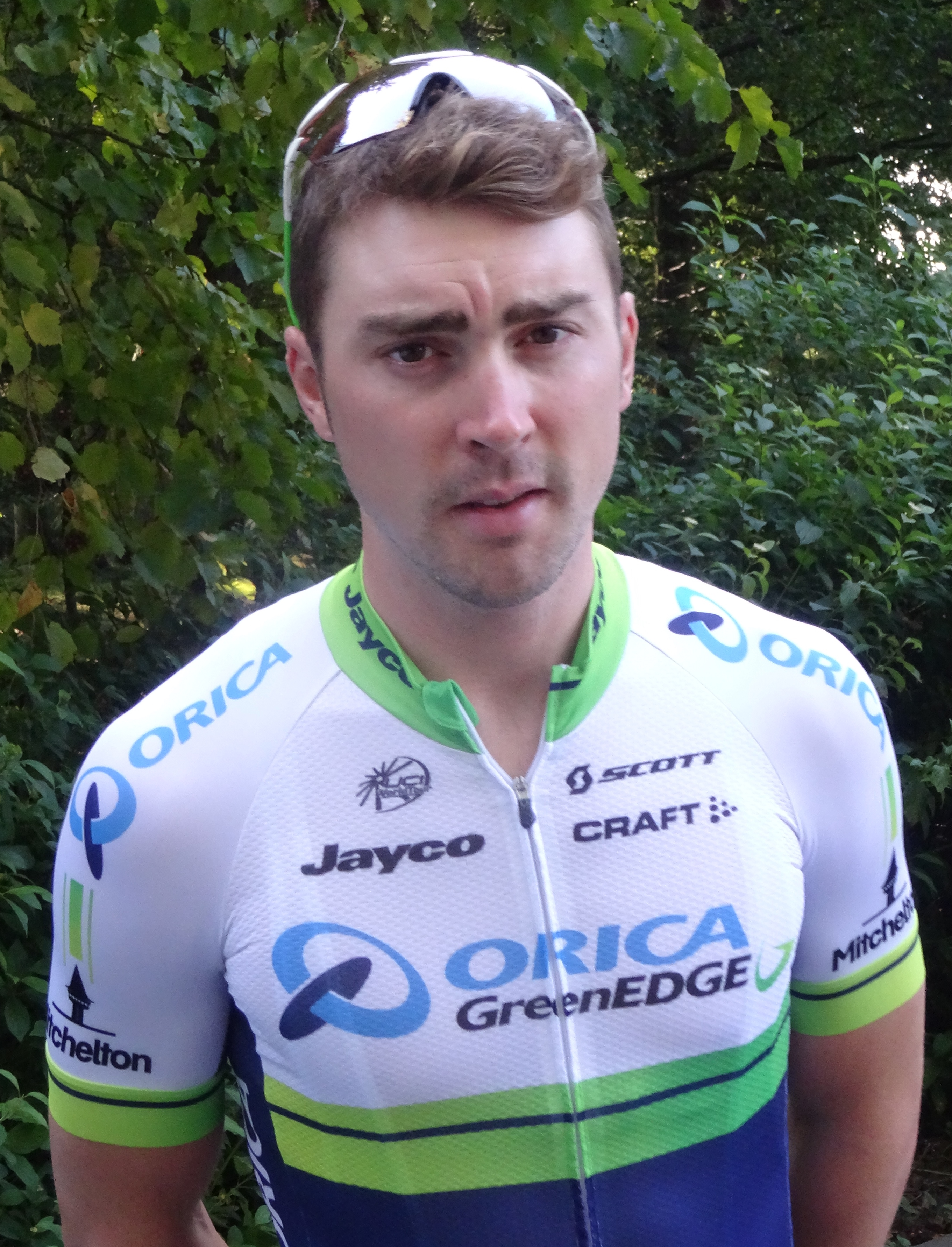
Leigh Howard.
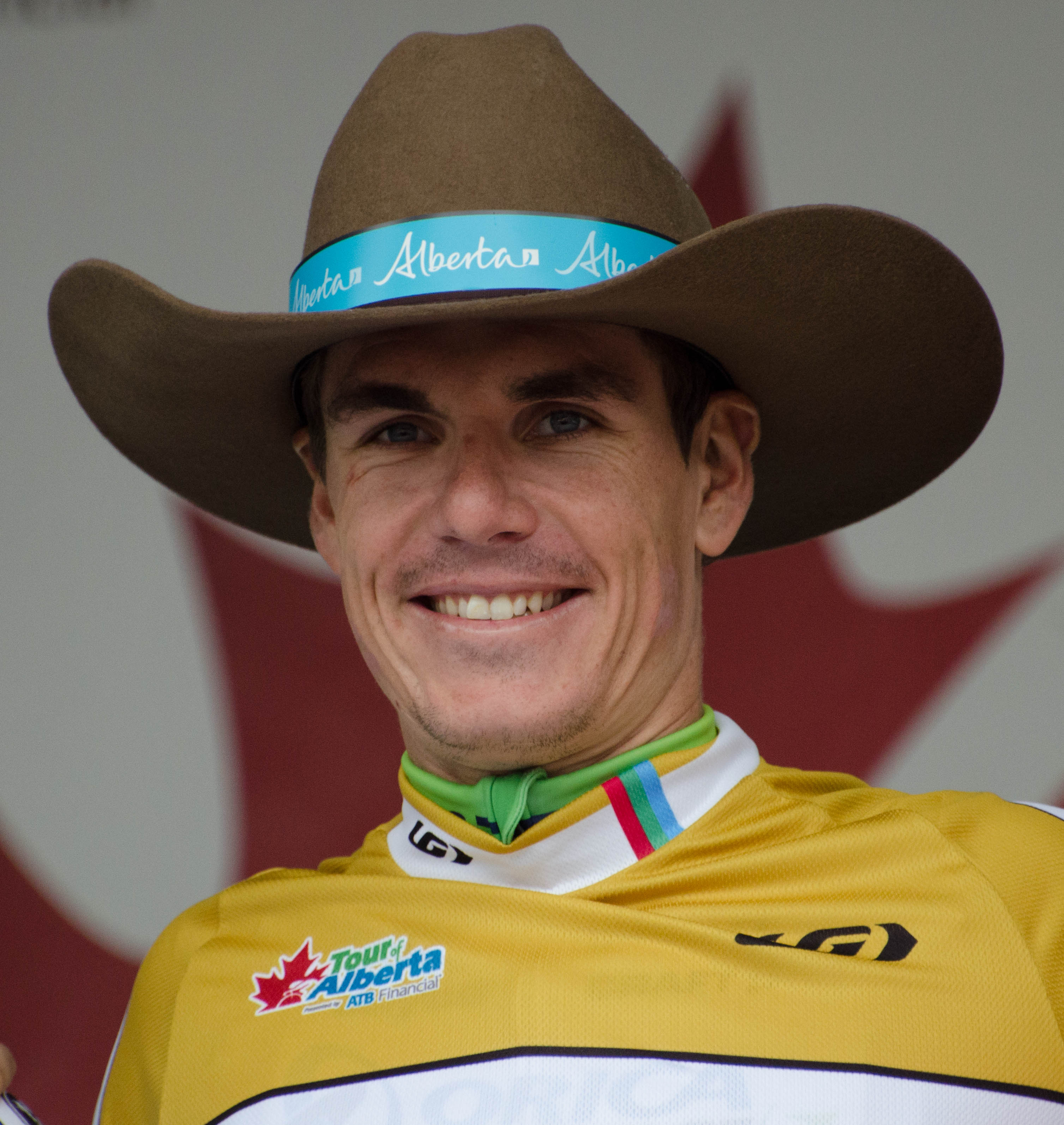
Daryl Impey.
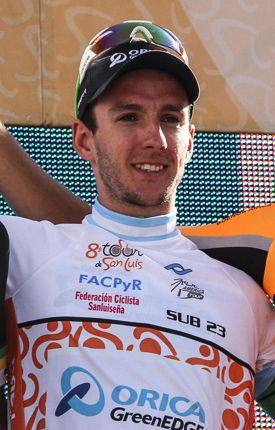
Adam Yates.
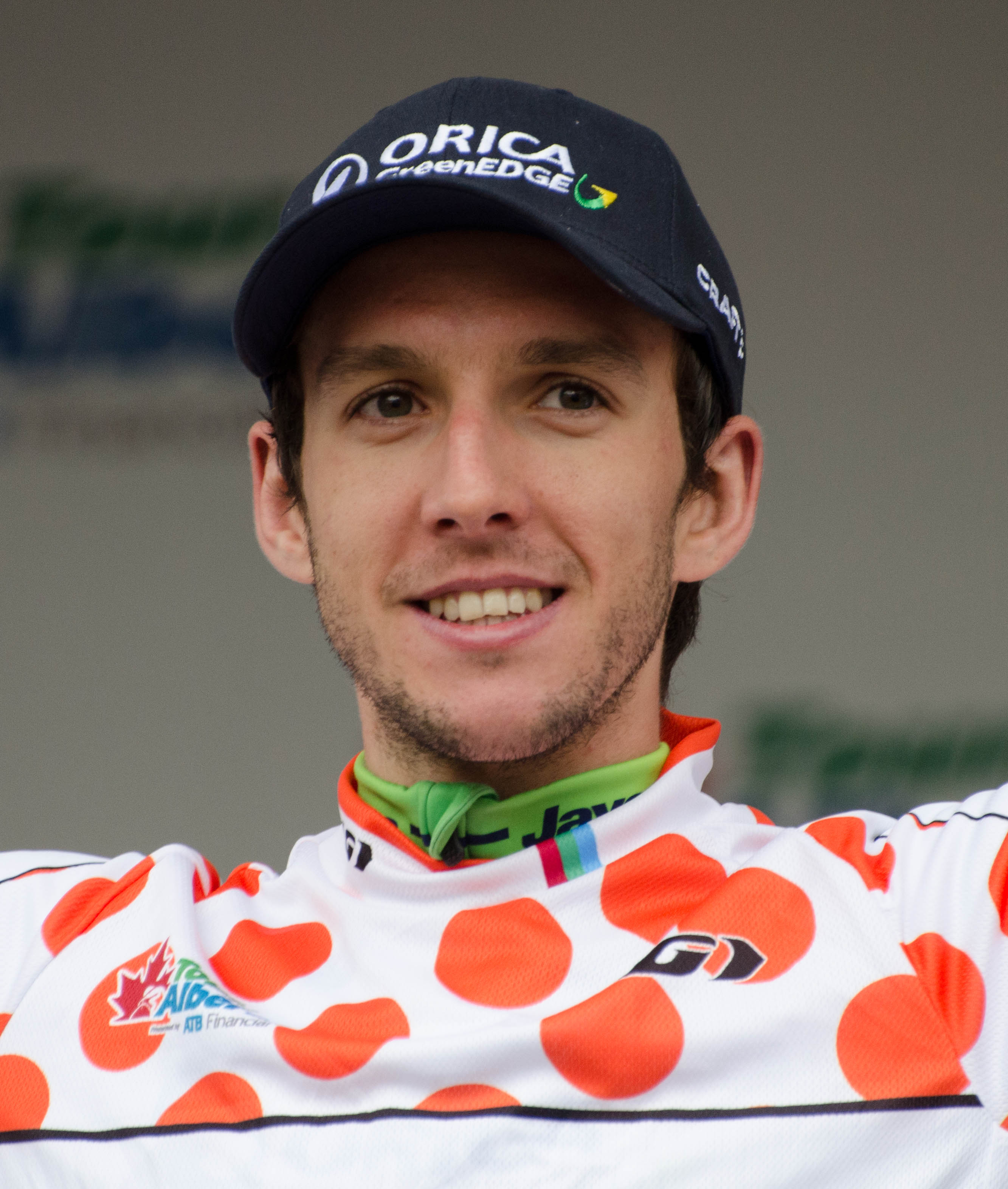
Simon Yates.

### Encadrement
Shayne Bannan est le manager général de GreenEDGE Cycling, qui gère l'équipe masculine Orica-GreenEDGE et l'équipe féminine Orica-AIS. Bannan a auparavant occupé des postes de direction au sein de Cycling Australia (en) et de l'Australian Institute of Sport.
En octobre 2012, Matthew White quitte la direction de l'équipe Orica-GreenEDGE, ainsi que son poste de sélectionneur de l'équipe nationale australienne, après avoir avoué s'être dopé durant sa carrière de coureur. Ces aveux sont intervenus dans le cadre et à la sutie de l'enquête de l'agence antidopage américaine sur Lance Armstrong et l'équipe US Postal, dont White a été membre de 2001 à 2003. Suspendu six mois, il reprend ses fonctions en mai 2013. Suivant les recommandations d'un rapport rédigé par Nicki Vance, expert de la lutte antidopage et mandaté à cette fin par GreenEDGE, White est réintégré avec une période probatoire de douze mois,,.
L'encadrement de l'équipe comprend cinq directeurs sportifs. Vittorio Algeri, Laurenzo Lapage et Neil Stephens le sont depuis le lancement de l'équipe au début de l'année 2012. David McPartland occupe ce poste depuis cette date au sein de l'équipe féminine Orica-AIS. Matthew Wilson est devenu directeur sportif après avoir terminé sa carrière de coureur au sein d'Orica-GreenEDGE en août 2012.

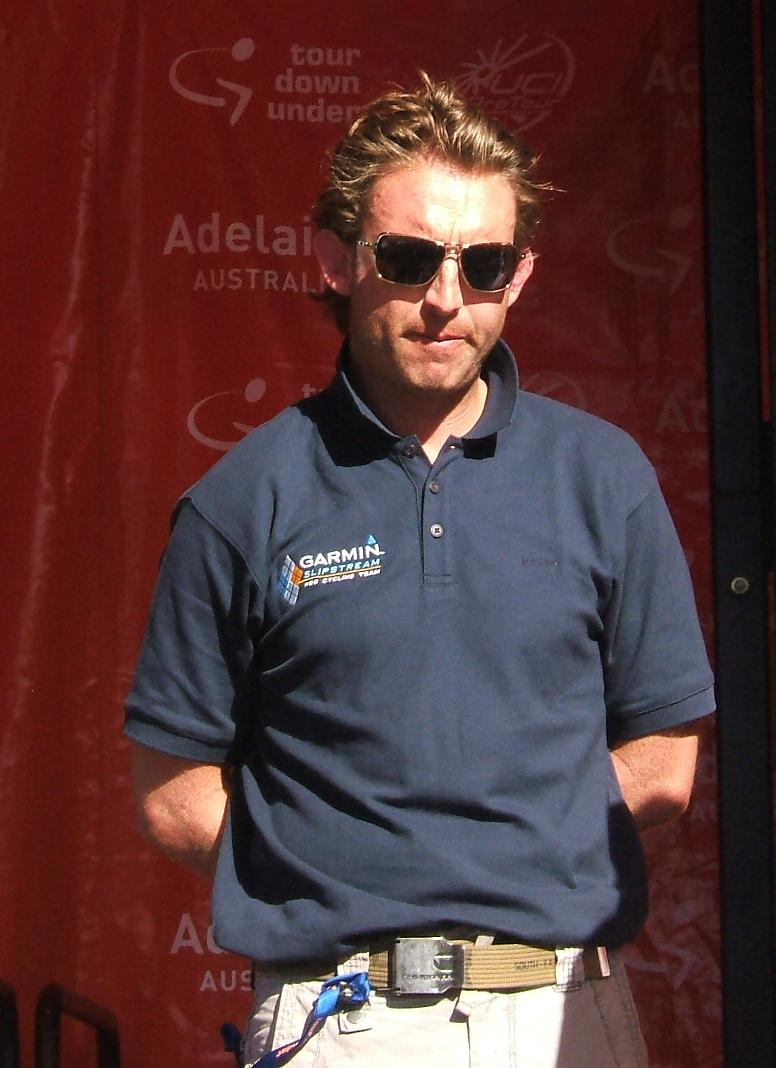
Matthew White en 2009.
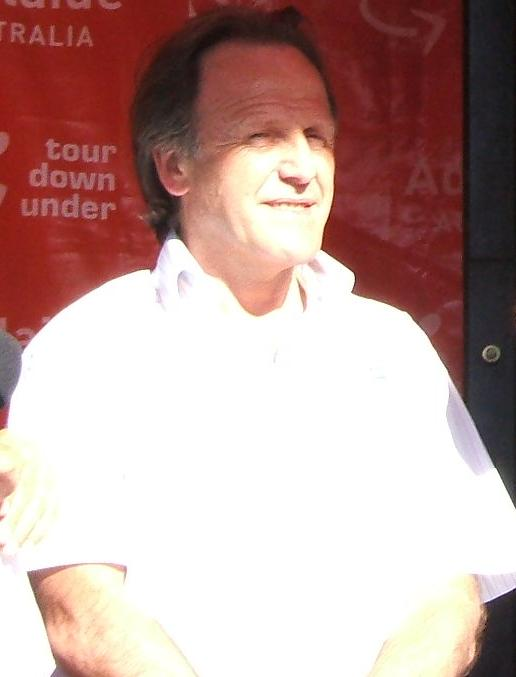
Vittorio Algeri en 2009.
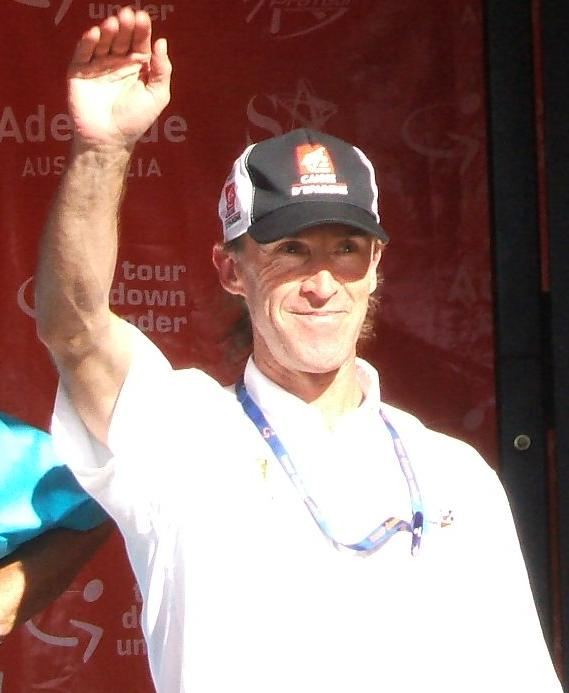
Neil Stephens en 2009.
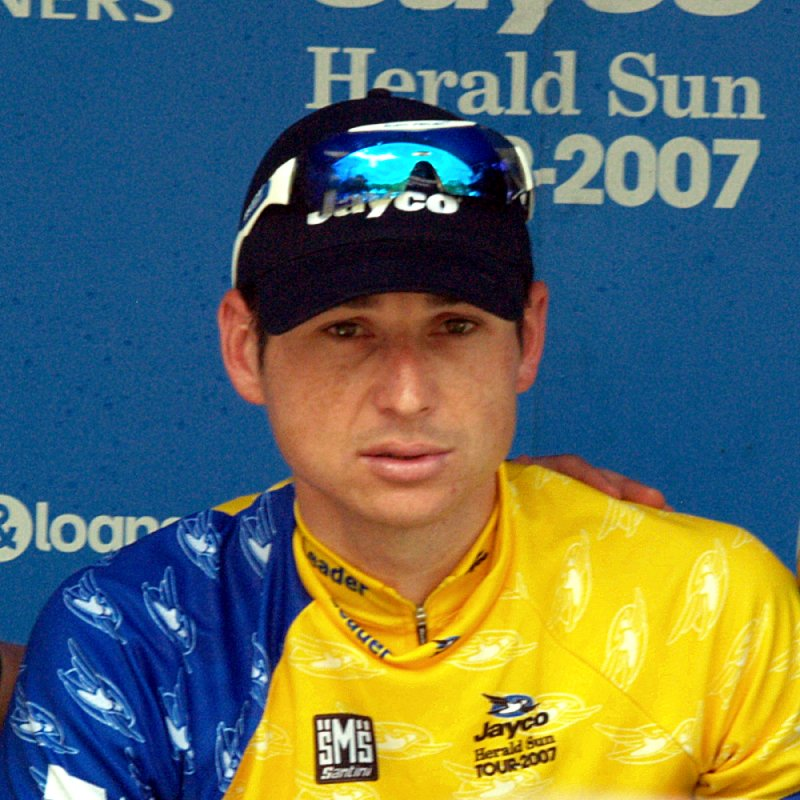
Matthew Wilson en 2007.

## Bilan de la saison

### Victoires
| Date       | Course                                                  | Pays           | Classe | Vainqueur        |
| ---------- | ------------------------------------------------------- | -------------- | ------ | ---------------- |
| 08/01/2014 | Championnat d'Australie du contre-la-montre             | Australie      | CN     | Michael Hepburn  |
| 12/01/2014 | Championnat d'Australie sur route                       | Australie      | CN     | Simon Gerrans    |
| 21/01/2014 | 1re étape du Tour Down Under                            | Australie      | WT     | Simon Gerrans    |
| 26/01/2014 | Classement général du Tour Down Under                   | Australie      | WT     | Simon Gerrans    |
| 06/02/2014 | Championnat d'Afrique du Sud du contre-la-montre        | Afrique du Sud | CN     | Daryl Impey      |
| 07/02/2014 | 2e étape du Herald Sun Tour                             | Australie      | 2.1    | Simon Clarke     |
| 09/02/2014 | Classement général du Herald Sun Tour                   | Australie      | 2.1    | Simon Clarke     |
| 11/02/2014 | 3e étape du Tour du Qatar                               | Qatar          | 2.HC   | Michael Hepburn  |
| 06/04/2014 | Tour de La Rioja                                        | Espagne        | 1.1    | Michael Matthews |
| 09/04/2014 | 3e étape du Tour du Pays basque                         | Espagne        | WT     | Michael Matthews |
| 27/04/2014 | Liège-Bastogne-Liège                                    | Belgique       | WT     | Simon Gerrans    |
| 30/04/2014 | 1re étape du Tour de Romandie                           | Suisse         | WT     | Michael Albasini |
| 01/05/2014 | 2e étape du Tour de Romandie                            | Suisse         | WT     | Michael Albasini |
| 02/05/2014 | 6e étape du Tour de Turquie                             | Turquie        | 2.HC   | Adam Yates       |
| 03/05/2014 | 4e étape du Tour de Romandie                            | Suisse         | WT     | Michael Albasini |
| 04/05/2014 | Classement général du Tour de Turquie                   | Turquie        | 2.HC   | Adam Yates       |
| 09/05/2014 | 1re étape du Tour d'Italie                              | Italie         | WT     | Orica-GreenEDGE  |
| 15/05/2014 | 6e étape du Tour d'Italie                               | Italie         | WT     | Michael Matthews |
| 16/05/2014 | 6e étape du Tour de Californie                          | États-Unis     | 2.HC   | Esteban Chaves   |
| 18/05/2014 | 9e étape du Tour d'Italie                               | Italie         | WT     | Pieter Weening   |
| 30/05/2014 | 3e étape du Tour de Bavière                             | Allemagne      | 2.HC   | Daryl Impey      |
| 15/06/2014 | 2e étape du Tour de Suisse                              | Suisse         | WT     | Cameron Meyer    |
| 19/06/2014 | 1re étape du Tour de Slovénie                           | Slovénie       | 2.1    | Michael Matthews |
| 21/06/2014 | 8e étape du Tour de Suisse                              | Suisse         | WT     | Esteban Chaves   |
| 26/06/2014 | Championnat du Canada du contre-la-montre               | Canada         | CN     | Svein Tuft       |
| 28/06/2014 | Championnat du Canada sur route                         | Canada         | CN     | Svein Tuft       |
| 26/07/2014 | Grand Prix de l'industrie et de l'artisanat de Larciano | Italie         | 1.1    | Adam Yates       |
| 27/07/2014 | Tour de Toscane                                         | Italie         | 1.1    | Pieter Weening   |
| 25/08/2014 | 3e étape du Tour d'Espagne                              | Espagne        | WT     | Michael Matthews |
| 07/09/2014 | 5e étape du Tour d'Alberta                              | Canada         | 2.1    | Daryl Impey      |
| 07/09/2014 | Classement général du Tour d'Alberta                    | Canada         | 2.1    | Daryl Impey      |
| 12/09/2014 | Grand Prix cycliste de Québec                           | Canada         | WT     | Simon Gerrans    |
| 14/09/2014 | Grand Prix cycliste de Montréal                         | Canada         | WT     | Simon Gerrans    |
| 18/09/2014 | Trois vallées varésines                                 | Italie         | 1.HC   | Michael Albasini |

### Résultats sur les courses majeures
Les tableaux suivants représentent les résultats de l'équipe dans les principales courses du calendrier international (les cinq classiques majeures et les trois grands tours). Pour chaque épreuve est indiqué le meilleur coureur de l'équipe, son classement ainsi que les accessits glanés par Orica-GreenEDGE sur les courses de trois semaines.

#### Classiques
| Classique            | Milan-San Remo    | Tour des Flandres     | Paris-Roubaix         | Liège-Bastogne-Liège | Tour de Lombardie     |
| -------------------- | ----------------- | --------------------- | --------------------- | -------------------- | --------------------- |
| Coureur (classement) | Daryl Impey (49e) | Jens Keukeleire (37e) | Jens Keukeleire (25e) | Simon Gerrans (1er)  | Michael Albasini (6e) |

#### Grands tours
| Grand tour           | Tour d'Italie                                                                           | Tour de France        | Tour d'Espagne                        |
| -------------------- | --------------------------------------------------------------------------------------- | --------------------- | ------------------------------------- |
| Coureur (classement) | Michael Hepburn (154e)                                                                  | Jens Keukeleire (67e) | Esteban Chaves (41e)                  |
| Accessits            | 3 victoires d'étapes (contre-la-montre par équipes, Michael Matthews et Pieter Weening) | -                     | 1 victoire d'étape (Michael Matthews) |

### Classement UCI
L'équipe Orica-GreenEDGE termine à la cinquième place du World Tour avec 953 points. Ce total est obtenu par l'addition des 170 points amenés par la 2e place du championnat du monde du contre-la-montre par équipes et des points des cinq meilleurs coureurs de l'équipe au classement individuel que sont Simon Gerrans, 3e avec 478 points, Esteban Chaves, 64e avec 80 points, Michael Albasini, 65e avec 80 points, Daryl Impey, 72e avec 73 points, et Michael Matthews, 73e avec 72 points,.
| Rang | Coureur          | Points |
| ---- | ---------------- | ------ |
| 3    | Simon Gerrans    | 478    |
| 64   | Esteban Chaves   | 80     |
| 65   | Michael Albasini | 80     |
| 72   | Daryl Impey      | 73     |
| 73   | Michael Matthews | 72     |
| 89   | Adam Yates       | 44     |
| 111  | Jens Keukeleire  | 21     |
| 121  | Pieter Weening   | 16     |
| 162  | Cameron Meyer    | 6      |
| 182  | Leigh Howard     | 4      |
| 184  | Caleb Ewan       | 4      |
| 187  | Matthew Goss     | 4      |
| 204  | Simon Clarke     | 2      |
| 226  | Ivan Santaromita | 1      |